# Jacob de Heusch
Jacob de Heusch, nizozemski slikar, * 1657, Utrecht, † 1701, Utrecht.
Risanja se je naučil pri svojem stricu, Willemu de Heuschu, od katerega je prevzel tudi navado, da se je podpisoval z inicialkama GH (za Guglielmo Heusch, italianizirano različico svojega imena). Še mlad je odpotoval v Rim, kjer je slikal v zameno za podporo mecenov. Kasneje je kratek čas živel v Berlinu, nato pa se je vrnil v Utrecht, kjer je leta 1701 umrl.
V svojem slogu je posnemal Jana Botha. Slikal je predvsem italijanska pristanišča, do danes se je ohranilo le malo njegovih del.